# Kazimierz Bross
Kazimierz Bross (ur. 4 lutego 1894 w Witkowie k. Gniezna, zaginął 1939?) – lekarz, wydawca czasopism.

## Życiorys
Urodził się w rodzinie nauczyciela Konstantego i Heleny z domu Knast. Miał dwie siostry i czterech braci. Stanisław Bross (ur. 17 października 1895 w Witkowie, zm. 1982) był księdzem infułatem, więźniem obozu koncentracyjnego w Dachau, ordynariuszem Archidiecezji Gnieźnieńskiej w okresie więzienia Stefana Wyszyńskiego, którego był sekretarzem; Stefan Bross (1898–1945) był doktorem nauk weterynaryjnych, więziony w obozie w Stutthofie, zmarł wkrótce po jego opuszczeniu; Marian Bross (ur. 2 października 1900 w Witkowie, zm. 1940) był powstańcem wielkopolskim, podporucznikiem rezerwy piechoty Wojska Polskiego, adwokatem, notariuszem a do 1939 wiceburmistrzem Żnina, prawdopodobnie został zamordowany w Katyniu. Wiktor Bross (ur. 9 sierpnia 1903 w Witkowie, zm. 19 stycznia 1994 w Katowicach) był profesorem doktorem habilitowanym medycyny, chirurgiem.
Po ukończeniu gimnazjum w Gnieźnie studiował medycynę we Wrocławiu, Monachium i Berlinie, gdzie uzyskał doktorat. Podczas studiów zaangażował się w działalność tajnych organizacji młodzieżowych, tzw. Grup Narodowych. Po powrocie do Polski w 1918 wziął udział w powstaniu wielkopolskim (w walkach na terenie Opalenicy, Nowego Tomyśla i Zbąszynia). Po wybuchu wojny polsko-bolszewickiej ponownie został powołany do wojska jako lekarz porucznik i wysłany na front wschodni do pułku ułanów do Bobrujska, a potem do Mińska Mazowieckiego, gdzie pracował w szpitalu PCK. Na krótko wyjechał następnie do Berlina i Pragi, by po powrocie osiąść w Poznaniu. Został członkiem Poznańskiego Towarzystwa Przyjaciół Nauk i współpracownikiem czasopisma „Nowiny Lekarskie”, w którego komitecie redaktorskim zasiadał od stycznia 1921 do marca 1922.
Dzięki jego zdolnościom organizacyjnym i towarzyskim powstały tzw. poznańskie wieczory lekarskie: regularne zgromadził poznańskich lekarzy praktyków. Wygłaszane na spotkaniach referaty, przeznaczone były przede wszystkim dla lekarzy praktyków. Wiele z nich miało dużą wartość naukową i w oparciu o nie powstało czasopismo „Medycyna Praktyczna”, które Bross redagował i wydawał od 1927 do 1939 roku. Początkowo miesięcznik, później dwutygodnik, cieszył się wśród lekarzy w całej Polsce dużym powodzeniem. Bross założył też ściśle naukowe czasopismo „Patologia” (1930–1938). Oprócz pracy redaktorskiej i wydawniczej, Kazimierz Bross napisał też kilkadziesiąt prac z zakresu patologii ogólnej, anatomii patologicznej, interny, zagadnień społeczno–lekarskich i zawodowych, oraz Przyczynki do historii powstania wielkopolskiego (1935). W działaniach swoich nie ograniczał się do kraju - był wielkim zwolennikiem przyjaźni polsko–czechosłowackiej i współzałożycielem Francuskiego Towarzystwa Hematologicznego (Societe d'Hematologie Francaise).
W sierpniu 1939 został powołany do wojska. Przebywał w Grudziądzu, później był jeszcze w Bydgoszczy i Inowrocławiu, a następnie zaginął bez wieści.
Od 16 września 1918 był żonaty z Janiną Panieńską (ur. 1896), lekarką.

## Ordery i odznaczenia
- Srebrny Krzyż Zasługi (24 grudnia 1928)[5]

## Upamiętnienie
Jedna z ulic Poznania nosi imię Kazimirza Brossa.